# إسكندر بوتري
اسكندر بوتري هو مشروع التنمية الحضرية من الطراز العالمي في مدينة جوهر بهرو، جوهر (ولاية)، ماليزيا. وقد بدأ هذا المشروع من قبل رئيس وزراء ماليزيا الخامسة تون عبد الله أحمد بدوي في 23 شباط / فبراير 2007.
تطوير اسكندر بوتري هي واحدة من المناطق الخمس الرئيسية للتنمية في مشروع تطوير التنمية اسكندر المنطقة (IDR) التي أعلن عنها رئيس الوزراء في تشرين الثاني / نوفمبر 2006.
منطقة المشروع 9600 هكتار التي من المتوقع أن يكتمل في عام 2025 التي تتضمن سبعة عناصر، وهي جوهور الدولة الجديدة الإدارية مركز (JSNAC), التجمعات الصناعية والخدمات اللوجستية الجنوب محور الطبية و'EduCity' أو باندا طريق المعرفة.
التنمية الأخرى في تطوير المشروع من قبل UEM الأراضي Sdn. Bhd. وهو منتجع متكامل الساحلية Puteri Harbour, المنطقة السكنية والترفيهية وجهة عالمية.
قربها من الموانئ الخمسة وهي ميناء تانجونج Pelepas, ميناء باسير غونداغ, هيئة ميناء سنغافورة, ميناء جورونغ (سنغافورة) وميناء البتروكيماويات Tanjung Langsat تعطي اسكندر بوتري المزايا مدينة الإقليمية.
في الأصل اسم هذه المنطقة نوساجاى. ثم في 7 ديسمبر 2015, سلطان جوهور سلطان إبراهيم إسماعيل ابن السلطان اسكندر يسرها أن تعلن «اسكندر بوتري» كاسم جديد الإدارة المركزية للدولة من جوهور، وهي .

## مشروع حافز
مشروع تطوير اسكندر الأميرة مع مساحة 9600 هكتار ومن المتوقع أن يكتمل في عام 2025 تتضمن سبعة عناصر.

### جوهور الدولة الإدارية الجديدة للمركز
جوهور الدولة الإدارية الجديدة في مركز اسكندر بوتري إلى التنمية المتكاملة ويشمل مجمع مكتب إدارة شؤون الدولة والحكومة الاتحادية في مساحة 320 فدان تطل على مضيق تبراو. ومن المقرر أن تكون وضعت مع مفهوم بيئة مفتوحة مع حديقة لاني الطراز من قصر الحمراء في إسبانيا مع تصميم المبنى على أساس الهندسة المعمارية في ماليزيا جوهور.
مكون التنمية
- المرحلة 1

- الجمعية التشريعية في الدولة
- مجمع مكتب رئيس الوزراء ووزير الدولة
- عادي التاج
- مكتب مجمع وزارة الدولة الحكومة
- المرحلة 2a

- مسجد
- المرحلة 2b

- مجمع إسكان موظفي حكومة دولة
- المرحلة 3

- مجمع مكتب إدارة الحكومة الاتحادية

### المدينة التعليمية
المدينة أو التعليم EduCity@اسكندر اسكندر في الأميرة من 600 فدان من المقرر أن تكون مدينة ومجتمع التعليم العالي مسترشدة في ذلك أفضل الممارسات في المجال الأكاديمي والتعليم بالتعاون مع الجامعات ذات الشهرة العالمية مثل جامعة نيوكاسل مارلبورو الجامعة.
هذا المشروع تم الاستيلاء عليها من قبل اسكندر الاستثمار دينار بحريني.

### المدينة الطبية
تطوير المركز الطبي في اسكندر بوتري المعروفة باسم المدينة الطبية مع مساحة إجمالية قدرها 67.2 فدان سوف تقدم الرعاية الصحية الشاملة التي تشمل المركز الصحي عيادة شاملة من الحكومة، مجمع العيادات العامة المعقدة المتخصصة، كلية التمريض وغيرها من المرافق الصحية. المركز أيضا التركيز على التعلم والبحث والتطوير الطبية والصحية. أول مستشفى تعمل هنا هو مستشفى كولومبيا آسيا.

### المجموعة اللوجستية والصناعية جنوب
المجموعة اللوجستية والصناعية جنوب (سيلك), اسكندر بوتري هي منطقة صناعية منطقة خضراء من 1300 فدان مع شبكة من مرافق اثنين من المطارات وأربعة منافذ في مكان قريب. SiLC سوف تركز على التنمية من قيمة الشبكة بطريقة متكاملة على ثلاثة مجالات رئيسية وهي التكنولوجيا المتقدمة مثل بيو تكنولوجيا النانو في الصناعة، التغذية والصحة فضلا عن الخدمات اللوجستية.

### مديني
التنمية المتكاملة من قبل اسكندر الاستثمار، وحدة مبادلة بيت التمويل الكويتي شركة «الدار العقارية» والألفية للتنمية الدولية. وهي مقسمة إلى 3 المجموعة الرئيسية:
- مجموعة الترفيه والسياحة
- الحي المالي من اسكندر
- مديني المركزي

ليغولاند ماليزيا بنيت في متنزه danga Bay وسيتم افتتاحه رسميا في أيلول / سبتمبر 2012.

## الحواشي
1. ↑   https://www.astroawani.com/berita-malaysia/covid19-30-kluster-baharu-dikesan-tertinggi-setakat-ini-301909. اطلع عليه بتاريخ 2021-06-29. {{استشهاد ويب}}: |url= بحاجة لعنوان (مساعدة) والوسيط |title= غير موجود أو فارغ (من ويكي بيانات) (مساعدة)
2. ↑  "Nusajaya bertaraf dunia -- PM lancar projek utama dalam Wilayah Pembangunan Iskandar". Utusan Malaysia. Utusan Malaysia. مؤرشف من 1 الأصل في 2007-09-30. اطلع عليه بتاريخ 2007-02-23. {{استشهاد بخبر}}: تحقق من قيمة |مسار= (مساعدة)
3. ↑  اسكندر الأميرة اسم إدارية جديدة وسط مدينة جوهور نسخة محفوظة 05 مارس 2016 على موقع واي باك مشين.

## وصلات خارجية
- الموقع الرسمي لمدينة Nusajaya
- الموقع الرسمي الصناعة والتي تدار من قبل UEM الأرض

‌